# سابورو کاوابوچی
سابورو کاوابوچی (به انگلیسی: Saburo Kawabuchi) بازیکن فوتبال اهل ژاپن و عضو تیم ملی فوتبال ژاپن است که در تاریخ ۲۵ دسامبر ۱۹۵۸ میلادی اولین بازی ملی‌اش را انجام داد. او در ۲۶ بازی ملی حضور داشت و آخرین بازی ملی خود را در تاریخ ۲۲ مارس ۱۹۶۵ میلادی انجام داد. سابورو کاوابوچی در بازی‌های ملی‌اش
۸ گل به ثمر رساند.